# Drasteria herzi
Drasteria herzi là một loài bướm đêm thuộc họ Erebidae. Nó được tìm thấy ở Ngoại Kavkaz, Turkmenistan, Khirgizia, Thổ Nhĩ Kỳ, miền bắc Iran, Israel, Jordan và Sanai.
Có hai lứa trưởng thành một năm. Con trưởng thành bay vào from tháng 2 đến tháng 4 và tháng 10 đến tháng 12.

## Phụ loài
- Drasteria herzi herzi
- Drasteria herzi judaica (Israel)